# アントワーヌ・トゥルイユ・ド・ボーリュー
アントワーヌ・エクトール・テゼ・トゥルイユ・ド・ボーリュー（Antoine Hector Thésée Treuille de Beaulieu）1809年–1885年）は19世紀フランスの将軍で、フランスにおける施条砲のコンセプトを開発した。

## 経歴
1809年5月7日、リュネヴィル生まれ。エコール・ポリテクニークに学んだ後、砲兵部隊での経歴を積み、1833年に中尉、1840年に大尉、1857年に中佐、1859年に大佐、1867年には准将と昇進した。武器の開発が主任務で、1840年にはシャテルロー造兵廠に勤務し、軍に戻ってからは射撃精度委員会の委員となった（1851年）。
施条砲の開発の他、シャスポー銃の開発にも関与した。
1885年7月24日、パリにて没。

## 施条砲の開発

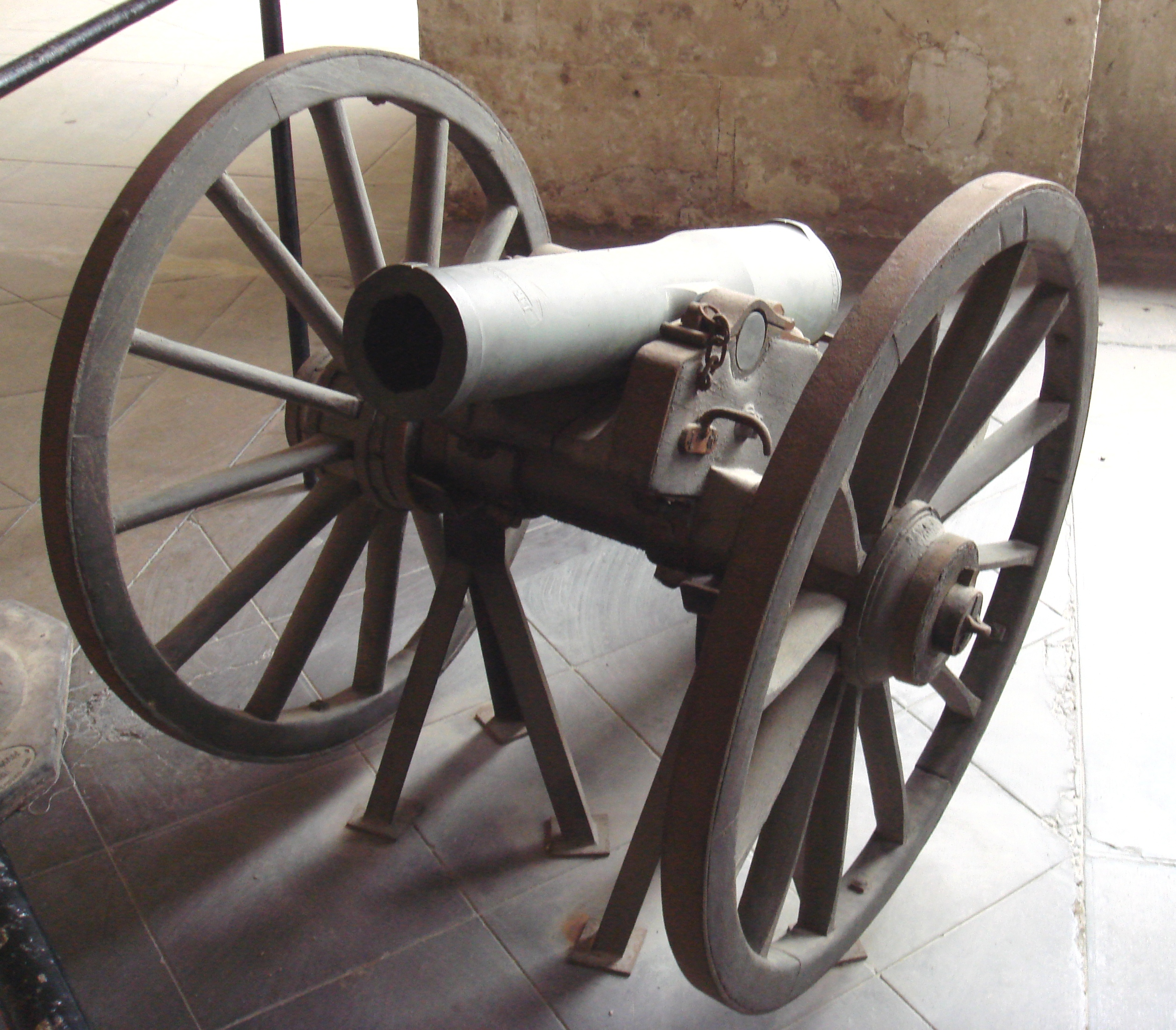
1859年型4kg山砲（四斤山砲）。口径：86 mm、長さ：0.82 m、砲身重量：101 kg、総重量：208 kg、砲弾重量：4 kg（榴弾）

ボーリューは1840年から1852年にかけてライフリングの研究を行っていたが、1854年にナポレオン3世の命により実戦兵器としての開発が開始され、ド・ボーリュー・システムとしてフランス陸軍に採用された。前装砲の内腔には6条の溝が彫られ、砲弾にこの溝に合うように6箇所の突起が作られた。このフランスの施条砲開発は、イギリス陸軍のアームストロング砲（1858年制式採用）とほぼ同時期に行われていた。
この開発は、1858年の前装式施条砲で構成されるライット・システムの導入に繋がった。ボーリュー4ポンド砲（実際には砲弾重量は4kg）は1858年にフランス陸軍に採用され、12ポンドナポレオン砲（実際には12cm砲で、砲弾重量は4.1kg）を置き換えた。12ポンドナポレオン砲は榴弾が使用出来る前装式滑腔砲であったが、射撃精度が十分でなくまた射程も短かった。
ボーリュー施条砲は、まずアルジェリアで使用され、続いて1859年のイタリアにおける仏墺戦争で使用された

## 参考資料
- André Corvisier: A Dictionary of Military History and the Art of War, Wiley-Blackwell; Revised & Enlarged edition (September 28, 1994). ISBN 978-0631168485
- Journal By Royal Society of Arts (Great Britain), No. 611, Volume 12, August 5, 1864
- Patrick Marder: The Mitrailleuse, Military History Online
- Brent Nosworthy: The Bloody Crucible of Courage: Fighting Methods and Combat Experience of the Civil War , Constable (July 28, 2005). ISBN 978-1845292201